# ワイナ・カパック

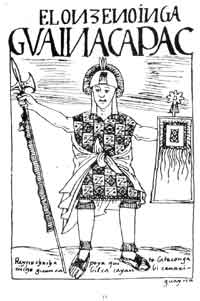
ワイナ・カパック

ワイナ・カパック（英: Huayna Capac、ケチュア語: Wayna Qhapaq：すばらしい若者、?-1527年、在位1493年-1527年）は、インカ帝国の11代サパ・インカ（皇帝）（上王朝6代目）である。

## 家族
父は10代インカ皇帝トゥパック・インカ・ユパンキ、母は現エクアドル南部のカニャーリ族の女と言われている。インカ皇族は通常兄と妹による近親結婚によって生まれた一族であり、最も有力な後継者候補は、この近親結婚により産まれた皇子になるが、父帝の正妻に皇子がなく、側室の子ながら父の後を継ぎ即位したと言われている。王妃は姉妹でもあるラウワ・オクリョ。子にニナン・クヨチ、12代ワスカル、13代アタワルパ、14代トゥパック・ワルパ、15代マンコ・インカ・ユパンキ、パウリュ・トゥパック・ユパンキがいる。一説に、マンコ・インカ・ユパンキはワイナ・カパックの子ではなく下級貴族出身ともいう。

## 功績と死
ワイナ・カパックはインカ帝国（タワンティンスウユ）を、南部では現チリ・アルゼンチンにまで広げ、北部では、現エクアドル・コロンビア南部となっているチンチャ・スウユを併合するため、何年間も戦った。彼の時代、インカ帝国は現在のコロンビア南部からチリ北部に渡る最大版図を有することとなった。遥か南には帝国の首都としてクスコがあったが、彼はキトを北部の要塞都市として確立することを望んだ。しかし彼自身はキトでなくトメバンバ（現クエンカ (エクアドル)市）を本拠地として、そこに壮麗な宮殿を建設したとする見解も存在する。
1527年頃に、彼と彼の軍のうち数千人に及ぶ者は、現コロンビア南部で天然痘かマラリアと推定されている病気に罹り、皇太子のニナン・クヨチとほぼ同時期に死亡した。

## 死後
ワスカルは、ニナン・クヨチの死を聞いたとき、既に自らが即位するために活動を開始しており、クスコでいち早く権力を掌握、異母兄弟であるアタワルパを捕らえた。アタワルパはキトに幽閉されたが少女の助けにより脱走し、キトに駐留していたチャルクチマ、キスキス両将軍と合流した。彼は兵を集め、チンボラソの戦いでワスカルを破った。キペペの戦いを以て内戦は終結し、ワスカルは武装解除されハウハに捕らえられた。アタワルパは皇位請求のためキトを出発し、ワマチューコでインカ皇帝を名乗るとクスコに南下する途中で、8万人に及ぶ兵と共にアンデス山中のカハマルカへ立ち寄った。
中米での手法と同様の詐略を用い、スペイン人のコンキスタドールであるフランシスコ・ピサロは、アタワルパを捕らえた。皇帝が捕らえられた後の将軍達の一連の過失が帝国の急速な没落につながったと考えられている。